# Cybocephalus tetragonius
Cybocephalus tetragonius là một loài bọ cánh cứng trong họ Cybocephalidae. Loài này được Yu miêu tả khoa học năm 1995.